# Tour d'Italie 1998
Le Tour d'Italie 1998 est la 81e édition du Tour d'Italie, qui s'est élancée de Nice le 16 mai 1998 et est arrivée à Milan le 7 juin. Long de 3 811 kilomètres, ce Giro a été remporté par l'italien Marco Pantani, qui réalisa cette année-là le doublé Tour d'Italie-Tour de France.

## Principaux coureurs présents

### Favoris à la victoire finale
Au départ de ce Giro, un coureur fait figure d'épouvantail : le Suisse Alex Zülle. Excellent rouleur, excellent grimpeur, ayant affiché une très bonne condition physique lors du récent Tour de Romandie, il sera l'homme à battre.
Ses principaux rivaux seront italiens : Ivan Gotti, vainqueur sortant, Marco Pantani, Davide Rebellin et le roi des classiques Michele Bartoli.
Du côté des étrangers, Pavel Tonkov tentera de l'emporter comme en 1996, et on surveillera aussi Luc Leblanc et Serhiy Honchar.

### Sprinters
Avec déjà 21 victoires d'étapes sur le Giro avant de prendre le départ, Mario Cipollini visera le record de victoires d'étapes après-guerre d'Eddy Merckx, avec 25 succès. Son principal rival dans les sprints massifs sera son compatriote Nicola Minali.

## Étapes
| Étape     | Date     | Villes étapes                           | km       | Vainqueur d'étape   | Leader du classement général |
| Prologue  | 16 mai   | Nice                                    | 7 (CLM)  | Alex Zülle          | Alex Zülle                   |
| 1re étape | 17 mai   | Nice - Cuneo                            | 162      | Mariano Piccoli     | Alex Zülle                   |
| 2e étape  | 18 mai   | Alba - Imperia                          | 160      | Ángel Edo           | Alex Zülle                   |
| 3e étape  | 19 mai   | Rapallo - Forte dei Marmi               | 196      | Nicola Minali       | Serhiy Honchar               |
| 4e étape  | 20 mai   | Viareggio - Monte Argentario            | 239      | Nicola Miceli       | Serhiy Honchar               |
| 5e étape  | 21 mai   | Orbetello - Frascati                    | 206      | Mario Cipollini     | Michele Bartoli              |
| 6e étape  | 22 mai   | Maddaloni - Lago di Laceno              | 160      | Alex Zülle          | Alex Zülle                   |
| 7e étape  | 23 mai   | Montella - Matera                       | 235      | Mario Cipollini     | Alex Zülle                   |
| 8e étape  | 24 mai   | Matera - Lecce                          | 191      | Mario Cipollini     | Alex Zülle                   |
| 9e étape  | 25 mai   | Foggia - Vasto                          | 169      | Glenn Magnusson     | Alex Zülle                   |
| 10e étape | 26 mai   | Vasto - Macerata                        | 212      | Mario Cipollini     | Alex Zülle                   |
| 11e étape | 27 mai   | Macerata - Saint-Marin                  | 214      | Andrea Noè          | Alex Zülle                   |
| 12e étape | 28 mai   | Saint-Marin - Carpi                     | 202      | Laurent Roux        | Laurent Roux                 |
| 13e étape | 29 mai   | Carpi - Schio                           | 166      | Michele Bartoli     | Andrea Noè                   |
| 14e étape | 30 mai   | Schio - Piancavallo                     | 165      | Marco Pantani       | Alex Zülle                   |
| 15e étape | 31 mai   | Trieste                                 | 40 (CLM) | Alex Zülle          | Alex Zülle                   |
| 16e étape | 1er juin | Udinese - Asiago                        | 236      | Fabiano Fontanelli  | Alex Zülle                   |
| 17e étape | 2 juin   | Asiago - Selva di Val Gardena           | 215      | Giuseppe Guerini    | Marco Pantani                |
| 18e étape | 3 juin   | Selva di Val Gardena - Alpe di Pampeago | 115      | Pavel Tonkov        | Marco Pantani                |
| 19e étape | 4 juin   | Cavalese - Plan di Montecampione        | 243      | Marco Pantani       | Marco Pantani                |
| 20e étape | 5 juin   | Boario Terme - Mendrisio                | 143      | Gian Matteo Fagnini | Marco Pantani                |
| 21e étape | 6 juin   | Mendrisio - Lugano                      | 34 (CLM) | Serhiy Honchar      | Marco Pantani                |
| 22e étape | 7 juin   | Lugano - Milan                          | 101      | Gian Matteo Fagnini | Marco Pantani                |

## Classements finals

### Classement général final
| \| Classement général \| Classement général \| Classement général \| Classement général \| Classement général \| \| Coureur \| Coureur \| Pays \| Équipe \| Temps \| \| ------------------ \| -------------------- \| ------------------ \| ------------------------------ \| ------------------ \| \| 1er \| Marco Pantani \| Italie \| Mercatone Uno-Bianchi \| 98 h 48 min 32 s \| \| 2e \| Pavel Tonkov \| Russie \| Mapei-Bricobi \| + 1 min 33 s \| \| 3e \| Giuseppe Guerini \| Italie \| Polti \| + 6 min 51 s \| \| 4e \| Oscar Camenzind \| Suisse \| Mapei-Bricobi \| + 12 min 16 s \| \| 5e \| Daniel Clavero \| Espagne \| Vitalicio Seguros \| + 18 min 04 s \| \| 6e \| Gianni Faresin \| Italie \| Mapei-Bricobi \| + 18 min 31 s \| \| 7e \| Paolo Bettini \| Italie \| Asics-CGA \| + 21 min 03 s \| \| 8e \| Daniele De Paoli \| Italie \| Ros Mary-Amica Chips \| + 21 min 35 s \| \| 9e \| Paolo Savoldelli \| Italie \| Saeco-Cannondale \| + 25 min 54 s \| \| 10e \| Serhiy Honchar \| Ukraine \| Cantina Tollo-Alexia Alluminio \| + 25 min 58 s \| \| 11e \| Massimo Podenzana \| Italie \| Mercatone Uno-Bianchi \| + 28 min 22 s \| \| 12e \| José Jaime González \| Colombie \| Kelme-Costa Blanca \| + 29 min 24 s \| \| 13e \| José Luis Rubiera \| Espagne \| Kelme-Costa Blanca \| + 31 min 25 s \| \| 14e \| Alex Zülle \| Suisse \| Festina-Lotus \| + 33 min 26 s \| \| 15e \| Andrea Noè \| Italie \| Asics-CGA \| + 34 min 29 s \| \| 16e \| Leonardo Piepoli \| Italie \| Saeco-Cannondale \| + 35 min 56 s \| \| 17e \| Claus Michael Møller \| Danemark \| TVM-Farm Frites \| + 39 min 22 s \| \| 18e \| Paolo Lanfranchi \| Italie \| Mapei-Bricobi \| + 40 min 06 s \| \| 19e \| Roberto Sgambelluri \| Italie \| Brescialat-Liquigas \| + 40 min 33 s \| \| 20e \| Marco Velo \| Italie \| Mercatone Uno-Bianchi \| + 40 min 53 s \| \| 21e \| Stefano Garzelli \| Italie \| Mercatone Uno-Bianchi \| + 41 min 28 s \| \| 22e \| Stefano Faustini \| Italie \| Vini Caldirola-Longoni Sport \| + 41 min 33 s \| \| 23e \| Vladislav Bobrik \| Russie \| Riso Scotti-MG Boys Maglificio \| + 41 min 53 s \| \| 24e \| Francesco Secchiari \| Italie \| Scrigno-Gaerne \| + 42 min 28 s \| \| 25e \| Wladimir Belli \| Italie \| Festina-Lotus \| + 42 min 48 s \| |                      |          |                                |                  |
| |                      |          |                                |                  |
| |                      |          |                                |                  |
| Classement général |                      |          |                                |                  |
| Coureur | Coureur              | Pays     | Équipe                         | Temps            |
| 1er | Marco Pantani        | Italie   | Mercatone Uno-Bianchi          | 98 h 48 min 32 s |
| 2e | Pavel Tonkov         | Russie   | Mapei-Bricobi                  | + 1 min 33 s     |
| 3e | Giuseppe Guerini     | Italie   | Polti                          | + 6 min 51 s     |
| 4e | Oscar Camenzind      | Suisse   | Mapei-Bricobi                  | + 12 min 16 s    |
| 5e | Daniel Clavero       | Espagne  | Vitalicio Seguros              | + 18 min 04 s    |
| 6e | Gianni Faresin       | Italie   | Mapei-Bricobi                  | + 18 min 31 s    |
| 7e | Paolo Bettini        | Italie   | Asics-CGA                      | + 21 min 03 s    |
| 8e | Daniele De Paoli     | Italie   | Ros Mary-Amica Chips           | + 21 min 35 s    |
| 9e | Paolo Savoldelli     | Italie   | Saeco-Cannondale               | + 25 min 54 s    |
| 10e | Serhiy Honchar       | Ukraine  | Cantina Tollo-Alexia Alluminio | + 25 min 58 s    |
| 11e | Massimo Podenzana    | Italie   | Mercatone Uno-Bianchi          | + 28 min 22 s    |
| 12e | José Jaime González  | Colombie | Kelme-Costa Blanca             | + 29 min 24 s    |
| 13e | José Luis Rubiera    | Espagne  | Kelme-Costa Blanca             | + 31 min 25 s    |
| 14e | Alex Zülle           | Suisse   | Festina-Lotus                  | + 33 min 26 s    |
| 15e | Andrea Noè           | Italie   | Asics-CGA                      | + 34 min 29 s    |
| 16e | Leonardo Piepoli     | Italie   | Saeco-Cannondale               | + 35 min 56 s    |
| 17e | Claus Michael Møller | Danemark | TVM-Farm Frites                | + 39 min 22 s    |
| 18e | Paolo Lanfranchi     | Italie   | Mapei-Bricobi                  | + 40 min 06 s    |
| 19e | Roberto Sgambelluri  | Italie   | Brescialat-Liquigas            | + 40 min 33 s    |
| 20e | Marco Velo           | Italie   | Mercatone Uno-Bianchi          | + 40 min 53 s    |
| 21e | Stefano Garzelli     | Italie   | Mercatone Uno-Bianchi          | + 41 min 28 s    |
| 22e | Stefano Faustini     | Italie   | Vini Caldirola-Longoni Sport   | + 41 min 33 s    |
| 23e | Vladislav Bobrik     | Russie   | Riso Scotti-MG Boys Maglificio | + 41 min 53 s    |
| 24e | Francesco Secchiari  | Italie   | Scrigno-Gaerne                 | + 42 min 28 s    |
| 25e | Wladimir Belli       | Italie   | Festina-Lotus                  | + 42 min 48 s    |

### Classements annexes finals
| Classement par points | Classement par points | Classement par points | Classement par points          | Classement par points |
| Coureur               | Coureur               | Pays                  | Équipe                         | Points                |
| --------------------- | --------------------- | --------------------- | ------------------------------ | --------------------- |
| 1er                   | Mariano Piccoli       | Italie                | Brescialat-Liquigas            | 194 pts               |
| 2e                    | Marco Pantani         | Italie                | Mercatone Uno-Bianchi          | 158 pts               |
| 3e                    | Gian Matteo Fagnini   | Italie                | Saeco-Cannondale               | 156 pts               |
| 4e                    | Pavel Tonkov          | Russie                | Mapei-Bricobi                  | 140 pts               |
| 5e                    | Alex Zülle            | Suisse                | Festina-Lotus                  | 117 pts               |
| 6e                    | Giuseppe Guerini      | Italie                | Polti                          | 107 pts               |
| 7e                    | Nicola Loda           | Italie                | Ballan                         | 90 pts                |
| 8e                    | Massimo Strazzer      | Italie                | Cantina Tollo-Alexia Alluminio | 76 pts                |
| 9e                    | Davide Rebellin       | Italie                | Polti                          | 72 pts                |
| 10e                   | Oscar Camenzind       | Suisse                | Mapei-Bricobi                  | 70 pts                |

| Classement par points | Classement par points | Classement par points | Classement par points          | Classement par points |
| Coureur               | Coureur               | Pays                  | Équipe                         | Points                |
| --------------------- | --------------------- | --------------------- | ------------------------------ | --------------------- |
| 1er                   | Mariano Piccoli       | Italie                | Brescialat-Liquigas            | 194 pts               |
| 2e                    | Marco Pantani         | Italie                | Mercatone Uno-Bianchi          | 158 pts               |
| 3e                    | Gian Matteo Fagnini   | Italie                | Saeco-Cannondale               | 156 pts               |
| 4e                    | Pavel Tonkov          | Russie                | Mapei-Bricobi                  | 140 pts               |
| 5e                    | Alex Zülle            | Suisse                | Festina-Lotus                  | 117 pts               |
| 6e                    | Giuseppe Guerini      | Italie                | Polti                          | 107 pts               |
| 7e                    | Nicola Loda           | Italie                | Ballan                         | 90 pts                |
| 8e                    | Massimo Strazzer      | Italie                | Cantina Tollo-Alexia Alluminio | 76 pts                |
| 9e                    | Davide Rebellin       | Italie                | Polti                          | 72 pts                |
| 10e                   | Oscar Camenzind       | Suisse                | Mapei-Bricobi                  | 70 pts                |

| Classement de la montagne | Classement de la montagne | Classement de la montagne | Classement de la montagne    | Classement de la montagne |
| Coureur                   | Coureur                   | Pays                      | Équipe                       | Points                    |
| ------------------------- | ------------------------- | ------------------------- | ---------------------------- | ------------------------- |
| 1er                       | Marco Pantani             | Italie                    | Mercatone Uno-Bianchi        | 89 pts                    |
| 2e                        | José Jaime González       | Colombie                  | Kelme-Costa Blanca           | 62 pts                    |
| 3e                        | Pavel Tonkov              | Russie                    | Mapei-Bricobi                | 49 pts                    |
| 4e                        | Alex Zülle                | Suisse                    | Festina-Lotus                | 37 pts                    |
| 5e                        | Paolo Bettini             | Italie                    | Asics-CGA                    | 30 pts                    |
| 6e                        | Giuseppe Guerini          | Italie                    | Polti                        | 23 pts                    |
| 7e                        | Mariano Piccoli           | Italie                    | Brescialat-Liquigas          | 22 pts                    |
| 8e                        | Andrea Noè                | Italie                    | Asics-CGA                    | 17 pts                    |
| 9e                        | Leonardo Calzavara        | Italie                    | Vini Caldirola-Longoni Sport | 15 pts                    |
| 10e                       | Hernán Buenahora          | Colombie                  | Vitalicio Seguros            | 10 pts                    |

| Classement de la montagne | Classement de la montagne | Classement de la montagne | Classement de la montagne    | Classement de la montagne |
| Coureur                   | Coureur                   | Pays                      | Équipe                       | Points                    |
| ------------------------- | ------------------------- | ------------------------- | ---------------------------- | ------------------------- |
| 1er                       | Marco Pantani             | Italie                    | Mercatone Uno-Bianchi        | 89 pts                    |
| 2e                        | José Jaime González       | Colombie                  | Kelme-Costa Blanca           | 62 pts                    |
| 3e                        | Pavel Tonkov              | Russie                    | Mapei-Bricobi                | 49 pts                    |
| 4e                        | Alex Zülle                | Suisse                    | Festina-Lotus                | 37 pts                    |
| 5e                        | Paolo Bettini             | Italie                    | Asics-CGA                    | 30 pts                    |
| 6e                        | Giuseppe Guerini          | Italie                    | Polti                        | 23 pts                    |
| 7e                        | Mariano Piccoli           | Italie                    | Brescialat-Liquigas          | 22 pts                    |
| 8e                        | Andrea Noè                | Italie                    | Asics-CGA                    | 17 pts                    |
| 9e                        | Leonardo Calzavara        | Italie                    | Vini Caldirola-Longoni Sport | 15 pts                    |
| 10e                       | Hernán Buenahora          | Colombie                  | Vitalicio Seguros            | 10 pts                    |

| Classement par équipes | Classement par équipes         | Classement par équipes | Classement par équipes |
| Équipe                 | Équipe                         | Pays                   | Temps                  |
| ---------------------- | ------------------------------ | ---------------------- | ---------------------- |
| 1re                    | Mapei-Bricobi                  | Italie                 | 296 h 17 min 54 s      |
| 2e                     | Mercatone Uno-Bianchi          | Italie                 | + 17 min 11 s          |
| 3e                     | Saeco-Cannondale               | Italie                 | + 50 min 22 s          |
| 4e                     | Polti                          | Italie                 | + 1 h 05 min 41 s      |
| 5e                     | Vitalicio Seguros              | Espagne                | + 1 h 10 min 45 s      |
| 6e                     | Kelme-Costa Blanca             | Espagne                | + 1 h 16 min 45 s      |
| 7e                     | Asics-CGA                      | Italie                 | + 1 h 29 min 36 s      |
| 8e                     | Gewiss                         | Italie                 | + 1 h 48 min 29 s      |
| 9e                     | Festina-Lotus                  | France                 | + 1 h 59 min 48 s      |
| 10e                    | Cantina Tollo-Alexia Alluminio | Italie                 | + 2 h 04 min 19 s      |

| Classement par équipes | Classement par équipes         | Classement par équipes | Classement par équipes |
| Équipe                 | Équipe                         | Pays                   | Temps                  |
| ---------------------- | ------------------------------ | ---------------------- | ---------------------- |
| 1re                    | Mapei-Bricobi                  | Italie                 | 296 h 17 min 54 s      |
| 2e                     | Mercatone Uno-Bianchi          | Italie                 | + 17 min 11 s          |
| 3e                     | Saeco-Cannondale               | Italie                 | + 50 min 22 s          |
| 4e                     | Polti                          | Italie                 | + 1 h 05 min 41 s      |
| 5e                     | Vitalicio Seguros              | Espagne                | + 1 h 10 min 45 s      |
| 6e                     | Kelme-Costa Blanca             | Espagne                | + 1 h 16 min 45 s      |
| 7e                     | Asics-CGA                      | Italie                 | + 1 h 29 min 36 s      |
| 8e                     | Gewiss                         | Italie                 | + 1 h 48 min 29 s      |
| 9e                     | Festina-Lotus                  | France                 | + 1 h 59 min 48 s      |
| 10e                    | Cantina Tollo-Alexia Alluminio | Italie                 | + 2 h 04 min 19 s      |

| Classement Intergiro | Classement Intergiro | Classement Intergiro | Classement Intergiro     | Classement Intergiro |
|                      | Coureur              | Pays                 | Équipe                   | Temps                |
| -------------------- | -------------------- | -------------------- | ------------------------ | -------------------- |
| 1er                  | Gian Matteo Fagnini  | Italie               | Saeco Macchine per Caffè | en 62 h 32 min 12 s  |
| 2e                   | Mariano Piccoli      | Italie               | Brescialat-Liquigas      | + 55 s               |
| 3e                   | Nicola Loda          | Italie               | Ballan                   | + 2 min 29 s         |
| modifier             |                      |                      |                          |                      |

## Évolution des classements
Les cyclistes présents dans le tableau ci-dessous correspondent aux leaders des classements. Ils peuvent ne pas correspondre au porteur du maillot.
| Étape (Vainqueur)             | Classement général | Classement par point | Classement de la montagne | Classement par équipes |
| ----------------------------- | ------------------ | -------------------- | ------------------------- | ---------------------- |
| Prologue Alex Zülle           | Alex Zülle         | non attribué         | non attribué              | Mapei                  |
| 1re étape Mariano Piccoli     | Alex Zülle         | Mariano Piccoli      | Marzio Bruseghin          | Mapei                  |
| 2e étape Ángel Edo            | Alex Zülle         | Mariano Piccoli      | Marzio Bruseghin          | Mapei                  |
| 3e étape Nicola Minali        | Serhiy Honchar     | Mariano Piccoli      | Paolo Bettini             | Mapei                  |
| 4e étape Nicola Miceli        | Serhiy Honchar     | Mariano Piccoli      | Paolo Bettini             | Mapei                  |
| 5e étape Mario Cipollini      | Michele Bartoli    | Michele Bartoli      | Alex Zülle                | Mapei                  |
| 6e étape Alex Zülle           | Alex Zülle         | Michele Bartoli      | Paolo Bettini             | Polti                  |
| 7e étape Mario Cipollini      | Alex Zülle         | Michele Bartoli      | Paolo Bettini             | Polti                  |
| 8e étape Mario Cipollini      | Alex Zülle         | Michele Bartoli      | Paolo Bettini             | Polti                  |
| 9e étape Glenn Magnusson      | Alex Zülle         | Michele Bartoli      | Paolo Bettini             | Polti                  |
| 10e étape Mario Cipollini     | Alex Zülle         | Michele Bartoli      | Paolo Bettini             | Polti                  |
| 11e étape Andrea Noé          | Alex Zülle         | Michele Bartoli      | Paolo Bettini             | Polti                  |
| 12e étape Laurent Roux        | Laurent Roux       | Michele Bartoli      | Paolo Bettini             | Polti                  |
| 13e étape Michele Bartoli     | Andrea Noè         | Michele Bartoli      | Paolo Bettini             | Polti                  |
| 14e étape Marco Pantani       | Alex Zülle         | Michele Bartoli      | Marco Pantani             | Polti                  |
| 15e étape Alex Zülle          | Alex Zülle         | Michele Bartoli      | Marco Pantani             | Mapei                  |
| 16e étape Fabiano Fontanelli  | Alex Zülle         | Michele Bartoli      | Marco Pantani             | Polti                  |
| 17e étape Giuseppe Guerini    | Marco Pantani      | Mariano Piccoli      | Marco Pantani             | Mercatone Uno          |
| 18e étape Pavel Tonkov        | Marco Pantani      | Mariano Piccoli      | Marco Pantani             | Mercatone Uno          |
| 19e étape Marco Pantani       | Marco Pantani      | Mariano Piccoli      | Marco Pantani             | Mapei                  |
| 20e étape Gian Matteo Fagnini | Marco Pantani      | Mariano Piccoli      | Marco Pantani             | Mapei                  |
| 21e étape Serhiy Honchar      | Marco Pantani      | Mariano Piccoli      | Marco Pantani             | Mapei                  |
| 22e étape Gian Matteo Fagnini | Marco Pantani      | Mariano Piccoli      | Marco Pantani             | Mapei                  |
| Final                         | Marco Pantani      | Mariano Piccoli      | Marco Pantani             | Mapei                  |

## Liste des coureurs
| Saeco | Amore e Vita | Asics |
| - 01. Ivan Gotti - 02. Mario Cipollini - 03. Gian Matteo Fagnini - 04. Giuseppe Calcaterra - 05. Dario Frigo - 06. Pavel Padrnos - 07. Leonardo Piepoli - 08. Paolo Savoldelli - 09. Mario Scirea                        | - 11. Glenn Magnusson - 12. Dario Andriotto - 13. Sandro Giacomelli - 14. Andrea Patuelli - 15. Simone Zucchi - 16. Matthew White - 17. Maurizio De Pasquale - 18. Simone Leporati - 19. Federico Profeti            | - 21. Michele Bartoli - 22. Paolo Bettini - 23. Andrea Noè - 24. Alexandr Shefer - 25. Luca Scinto - 26. Federico Colonna - 27. Michele Coppolillo - 28. David Tani - 29. Carlo Marino Bianchi                          |
| Ballan | Brescialat | Cantina Tollo |
| - 31. Stefano Cattai - 32. Gabriele Colombo - 33. Carlo Finco - 34. Alexander Gontchenkov - 35. Endrio Leoni - 36. Nicola Loda - 37. Angelo Canzonieri - 38. Amilcare Tronca - 39. Piotr Ugrumov                         | - 41. Enrico Zaina - 42. Roberto Sgambelluri - 43. Mariano Piccoli - 44. Marco Serpellini - 45. Marco Della Vedova - 46. Oscar Mason - 47. Ellis Rastelli - 48. Marzio Bruseghin - 49. Giancarlo Raimondi            | - 51. Alessandro Baronti - 52. Marco Antonio Di Renzo - 53. Gilberto Simoni - 54. Serhiy Honchar - 55. Martin Hvastija - 56. Marco Magnani - 57. Luca Mazzanti - 58. Germano Pierdomenico - 59. Massimo Strazzer        |
| Casino | Festina | Kelme |
| - 61. Pascal Richard - 62. Rolf Jaermann - 63. Marco Saligari - 64. Marc Streel - 65. Artūras Kasputis - 66. Frédéric Bessy - 67. Fabrice Gougot - 68. David Lefèvre - 69. Vincent Cali                                  | - 71. Wladimir Belli - 72. Andrei Kivilev - 73. Bruno Boscardin - 74. Félix García Casas - 75. Fabian Jeker - 76. Armin Meier - 77. Marcel Wüst - 78. Alex Zülle - 79. José Ramón Uriarte                            | - 81. José Luis Rubiera - 82. José Jaime González - 83. Santiago Botero - 84. Arsenio Gonzalez - 85. Ángel Edo - 86. Javier Otxoa - 87. Miguel Angel Martin Perdiguero - 88. José Enrique Gutiérrez - 89. Óscar Sevilla |
| Mapei | Mercatone Uno | Riso Scotti |
| - 91. Pavel Tonkov - 92. Gianni Bugno - 93. Davide Bramati - 94. Oscar Camenzind - 95. Massimo Codol - 96. Gianni Faresin - 97. Paolo Lanfranchi - 98. Gabriele Missaglia - 99. Zbigniew Spruch                          | - 101. Marco Pantani - 102. Stefano Garzelli - 103. Roberto Conti - 104. Dimitri Konyshev - 105. Massimo Podenzana - 106. Fabiano Fontanelli - 107. Riccardo Forconi - 108. Marco Velo - 109. Marcello Siboni        | - 111. Nicola Minali - 112. Fabio Baldato - 113. Nicola Miceli - 114. Bruno Cenghialta - 115. Andrea Brognara - 116. Ermanno Brignoli - 117. Vladislav Bobrik - 118. Stefano Casagranda - 119. Giuseppe Palumbo         |
| Ros Mary | Scrigno-Gaerne | Polti |
| - 121. Francesco Arazzi - 122. Claudio Chiappucci - 123. Daniele De Paoli - 124. Stefano Finesso - 125. Luca Gelfi - 126. Maurizio Molinari - 127. Felice Puttini - 128. Antonio Tauler - 129. José Manuel Uria Gonzalez | - 131. Biagio Conte - 132. Davide Casarotto - 133. Mirko Rossato - 134. Alessandro Petacchi - 135. Filippo Casagrande - 136. Andrea Vatteroni - 137. Niklas Axelsson - 138. Vladimir Duma - 139. Francesco Secchiari | - 141. Giuseppe Guerini - 142. Enrico Cassani - 143. Gianluca Valoti - 144. Mirko Gualdi - 145. Fabrizio Guidi - 146. Luc Leblanc - 147. Silvio Martinello - 148. Davide Rebellin - 149. Cristian Salvato               |
| TVM-Farm Frites | Vini Caldirola | Vitalicio Seguros |
| - 151. Michael Anderson - 152. Jeroen Blijlevens - 153. Geert Van Bondt - 154. Tristan Hoffman - 155. Michel Lafis - 156. Nicolai Bo Larsen - 157. Claus Michael Møller - 158. Sergueï Outschakov - 159. Laurent Roux    | - 161. Stefano Faustini - 162. Giorgio Furlan - 163. Massimo Apollonio - 164. Leonardo Calzavara - 165. Mauro Radaelli - 166. Gianluca Sironi - 167. Denis Zanette - 168. Mauro Zanetti - 169. Marco Zanotti         | - 171. Daniel Clavero - 172. Juan Carlos Domínguez - 173. Vicente Aparicio - 174. Elio Aggiano - 175. Andrea Ferrigato - 176. Pedro Horrillo - 177. Hernán Buenahora - 178. Andrei Zintchenko - 179. Serguei Smetanine  |